# Трака задатака
Трака задатака (енгл. Taskbar) елемент је графичког корисничког интерфејса који има различите сврхе. Обично приказује који програми тренутно раде.
Дизајн и распоред траке задатака варира од појединачних оперативних система, али генерално подразумева облик траке која се налази дуж једне ивице екрана. На овој траци налазе се различите иконе које одговарају прозорима отвореним у оквиру програма. Клик на ове иконе омогућава кориснику да лако мења режиме (између програма или прозора), а тренутно активни програм или прозор обично се појављује другачије од осталих. У новијим верзијама оперативних система, корисници такође могу да „закаче” програме или датотеке, тако да им се може приступити брзо, често једним кликом. Због своје истакнутости на екрану, трака задатака обично има и област за обавештења, која користи интерактивне иконе за приказ информација у реалном времену о стању рачунарског система и неким програмима који су активни на њему.
Са брзим развојем оперативних система и графичких корисничких интерфејса уопште, више елемената специфичних за ОС постали су интегрисани у траку задатака и постали њени кључни елементи.